# Vallée du sel
La vallée du sel (en espagnol : Valle Salado) est une saline destinée à la récolte du sel et située à Añana, dans la province d'Alava et la communauté autonome du Pays basque en Espagne.
Patrimoine culturel et bien d'intérêt culturel (BIC), ce site unique dispose de quatre sources d'eau salée issues d'une ancienne mer. Ces sources  jaillissent des environs et se rejoignent dans la vallée. L'eau est canalisée dans des zones d'évaporation afin de récolter le sel.
L'exploitation est documentée depuis le IXe siècle.

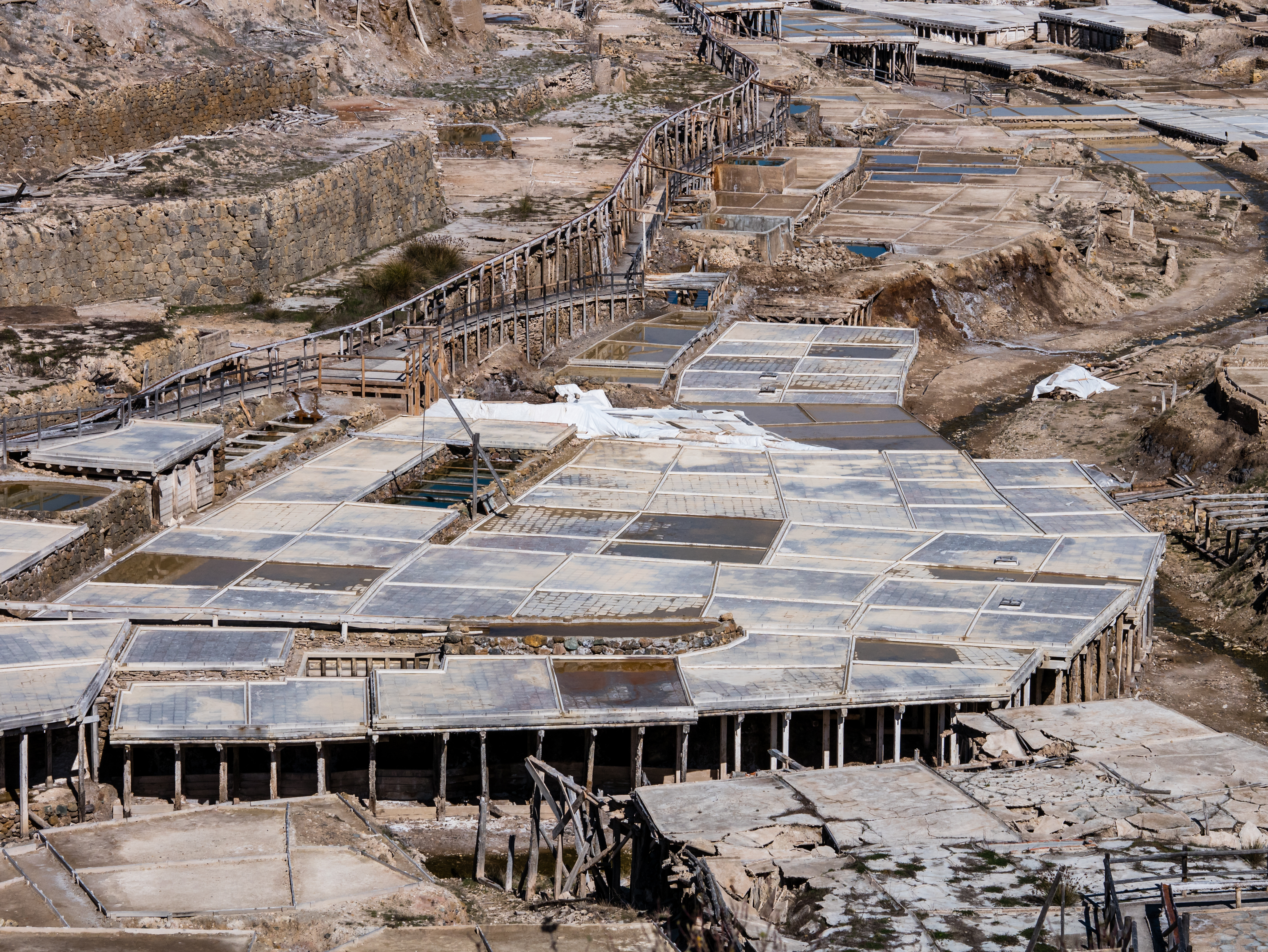
Vallée du sel.